# Carl Berger (konstnär)
Carl Otto Berger, född 15 oktober 1885 i Leksbergs församling, död 8 augusti 1938 i Göteborg, var en svensk skulptör.
Berger studerade först vid Tekniska skolan i Stockholm innan han tog anställning som möbelskulptör på en snickeriverkstad. Efter en tids arbete studerade han vid Konstakademien och var under några terminer extraelev vid Kungliga tekniska högskolan med målsättningen att bli arkitekt. På grund av ekonomiska problem under studietiden tvingades han avbryta sina arkitektstudier och söka sig ett arbete. Han anlitades av Axel Nilsson som medhjälpare vid uppmonteringen av samlingarna och inredningen av Röhsska konstslöjdmuseet i Göteborg samt vid uppmonteringen av Jubileumsutställningen i Göteborg 1923. Tack vare sin halvfärdiga arkitektutbildning fick han anställning av Sten Anjou för att utföra ritarbeten vid restaureringen av Dalby kyrka 1936. Separat ställde han endast ut en gång under sin levnad då han 1924 visade några arbeten i Skara. Bland hans offentliga arbeten märks skulpturarbetet hermerna i Valandhusets portal, en byggnadsskulptur och reliefer för Svenska Handelsbanken vid fastigheten Broströmia samt två änglar för Kvistbergs kapell. Berger är representerad med en porträttstudie av Evald Björnberg vid Göteborgs konstmuseum och vid Östersunds museum. Han är begravd på Östra kyrkogården i Göteborg.